# Arbeitsgemeinschaft Justiz
In der AGJ – Arbeitsgemeinschaft Justiz haben sich die im Justizbereich bestehenden gewerkschaftlichen Fachverbände im dbb deutschen beamtenbund nrw zusammengeschlossen.
- Bund Deutscher Rechtspfleger (BDR)
- Bund der Strafvollzugsbediensteten Deutschlands (BSBD)
- Deutscher Amtsanwaltsverein (DAAV)
- Deutscher Gerichtsvollzieherbund (DGVB)
- Deutsche Justiz-Gewerkschaft (DJG)
- Deutsche Steuer-Gewerkschaft (DSTG)

Vorsitzender der AGJ-NRW ist Achim Hirtz (BSBD) aus Rosendahl.